# Alain Bombard
Alain Bombard (Parigi, 27 ottobre 1924 – Tolone, 19 luglio 2005) è stato un medico, biologo, navigatore e politico francese, noto per aver solcato l'Oceano Atlantico a bordo di un gommone a vela.

## Biografia
Dopo aver teorizzato che un essere umano sarebbe in grado di sopravvivere in mare senza provviste, nel 1952 Bombard decise di sperimentare la propria teoria lasciandosi naufragare, da solo, a bordo di un prototipo di gommone a vela nell'Oceano Atlantico. Dopo una fase preparatoria nel Mediterraneo, ed un ultimo scalo a Tangeri, sbarcò infine a Barbados, dopo 65 giorni alla deriva, durante i quali si cibò principalmente di plancton e bevve acqua di mare, in una misura calcolata in modo tale da non incorrere in rischi per la sua salute.
All'esito del suo viaggio concluse che a spingere i naufraghi verso la morte fossero perlopiù cause psicologiche, quali disperazione e paura, essendo concretamente possibile per il naufrago, in buone condizioni di salute, trarre mezzi di sostentamento dal mare stesso. La preparazione del viaggio e l'intera esperienza sono state narrate in un libro intitolato Naufrago volontario. Successivamente è stato Segretario di Stato, in Francia, nel 1981, nel primo governo di Pierre Mauroy, e Parlamentare Europeo dal 1981 al 1994.